# 1710년
1710년은 수요일로 시작하는 평년이다.

## 연호
- 청(淸) 강희(康熙) 49년
- 일본(日本) 호에이(宝永) 7년
- 후 레 왕조(後黎朝) 빈틴(永盛) 6년

## 기년
- 류큐(琉球) 쇼에키왕(尚益王) 원년
- 청(淸) 성조 강희제(聖祖 康熙帝) 49년
- 조선(朝鮮) 숙종(肅宗) 36년
- 후 레 왕조(後黎朝) 유종(裕宗) 6년

## 탄생
- 조선 중기의 문신인 이상정
- 조선의 승려인 태흘
- 프랑스의 여성 무용수인 마리 카마르고
- 일본 오지마 번 3대 번주인 마쓰다이라 노부타카
- 1월 4일 : 이탈리아의 작곡가인 조반니 바티스타 페르골레시
- 음력 1월 23일 : 일본 에도 시대의 유학자인 우사미 게이스케
- 2월 15일 : 프랑스의 군주인 루이 15세